# 劉娥 (前趙)
劉娥（3世纪?—314年），字丽华，十六国之匈奴汉国昭武帝刘聪的第三任皇后。容貌秀美，心機深沉，善风仪。
劉娥是太保劉殷的女儿。劉殷好犯颜直谏刘聪，但他深知刘聪喜怒无常，所以批评的意见都在私下说，这样就引起了刘聪的好感和尊敬。嘉平二年（312年）正月，劉娥被封为右贵嫔，她姐姐刘英被封为左贵嫔，劉殷孙女四人皆为贵人，位次皇后。皇太弟劉乂认为这是同姓婚姻不应该进行，刘聪说自己是匈奴人，劉娥、劉英是汉人，不算同姓婚姻。
劉娥、劉英在刘聪宫中受宠。嘉平二年（312年）六月，刘聪欲立刘英为皇后，继任正月去世的呼延皇后。张太后却主张立她侄女贵人张徽光，刘聪不得已同意了，不久刘英也去世了。嘉平三年（313年）二月，张太后和张徽光相繼去世，刘聪立劉娥为皇后，为她修建皇仪殿，廷尉陈元达以为此事奢侈而劝阻。刘聪十分生气，要杀了陳元達。刘皇后密敕左右停刑，恳切地为陳元達求情，刘聪才没有处罚陳元達，而升陳元達为宰相。在劉娥和陳元達的辅助下，刘聪多次改正了他的错误。
嘉平四年（314年）正月十九，劉娥臨産，不幸生下兩個不成人形的怪胎，因此受驚去世
。劉聰十分悲傷，隆重安葬了她，谥号武宣皇后。从此之后，后宫彻底地陷入混乱状态。

## 延伸阅读
[在维基数据编辑]
 《晉書·卷096》，出自房玄齡《晉書》